# Ladko
Ladko je moško osebno ime.

## Izvor imena
Ime Ladko je različica imena Ladislav.

## Pogostost imena
Po podatkih Statističnega urada Republike Slovenije je bilo na dan 31. decembra 2007 v Sloveniji število moških oseb z imenom Ladko: 19.

## Osebni praznik
V koledarju je ime Ladko skupaj z imenom Ladislav; god praznuje 4. maja ali pa 27. junija.

## Znane osebe
Ladko Korošec